# Le Blanc
Le Blanc /ləˈblɑ̃/ è un comune francese di 7 320 abitanti situato nel dipartimento dell'Indre nella regione del Centro-Valle della Loira.
Il territorio comunale è bagnato dalla Creuse.

## Società

### Evoluzione demografica
Abitanti censiti